# Eupatorium cannabinum
Eupatorium cannabinum, comummente conhecido como trevo-cervino ou eupatório-de-avicena, é uma espécie de planta com flor pertencente à família das Asteráceas e ao tipo fisionómicos dos caméfitos.
A autoridade científica da espécie é L., tendo sido publicada em Species Plantarum 2: 838. 1753.

## Etimologia
Quanto ao nome científico desta espécie:
- O nome genérico, Eupatorium, deriva do étimo latino eupătŏrĭa[5], que designa a planta hoje comummente conhecida como agrimónia.
- O epíteto específico, cannabium, também de origem latina, diz respeito ao cânhamo,[6] planta com a qual esta espécie também se assemelha.[7]

Quanto ao nome popular «trevo-cervino» provém da crença folclórica medieval de que os cervos se serviriam das folhas frescas desta planta para se tratarem de feridas e chagas.

## Descrição
Trata-se de uma planta herbácea vivaz, cujos caules eretos e algo lenhosos na base, que podem atingir até cerca de metro e meio de altura. Encontra-se revestida de pêlos curtos, finos e macios enrolados.
As folhas são palmatissectas, geralmente, compostas por três ou cinco segmentos lanceolados, acuminados, de margens denteadas, especialmente as inferiores e médias, são opostas entre si e contam com um pecíolo curto.
Possui uma raiz branco-acinzentada, fibrosa, oblíqua, da grossura de um dedo. A raiz destaca-se ainda pelo odor repugnante e, embora comestível,  pelo travo muito amargo.
O trevo-cervino floresce de Setembro a Junho, sendo que as flores são tubulares e pequenas. As corolas das flores têm uma coloração avermelhada.
As flores formam vários capítulos, os quais se encontram reunidos em corimbos ou panículas alargadas, ramosas e densas, contando com as brácteas involucrais de formatos que variam entre o oblongado ou oblongo-linear, escarioso-marginado ou obtuso.
Os aquénios, por seu turno, têm papilho e são negros e glandulosos.

## Distribuição
Encontra-se presente nos continentes europeu, asiático e Norte de África.

## Portugal
Trata-se de uma espécie presente no território português, nomeadamente os seguintes táxones infraespecíficos:
- Eupatorium cannabinum subsp. cannabinum - presente em Portugal Continental, mais concretamente, em todas as zonas do Nordeste e do Noroeste; nas Terra Quente e na Terra Fria Transmontanas; no Centro-Norte; em todas as zonas do Centro-Oeste, salvo no Centro-oeste olissiponense; no Centro-leste montanhoso; nas zonas do Centro-sul miocénico e plistocénico; e em todas as zonas do Sudoeste, salvo no Sudoeste montanhoso.[3]

Em termos de naturalidade é nativa da região atrás referida.

### Legislação
Não se encontra protegida por legislação portuguesa ou da Comunidade Europeia.

### Ecologia
Trata-se de uma espécie ripícola, encontrando-se amiúde na orla de cursos de água, em valados, em pauis e nas cercanias de bosques. Geralmente privilegia espaços húmidos, frescos e sombrios.

## Medicina popular
Foi usada historicamente na confecção de mezinhas para tratar de maleitas do fígado, da vesícula e de obstipações. Tendo sido também usado na preparação de unguentos para tratar a acne rosácea.
Desta planta só se aproveitavam as folhas e as raízes, sendo que, do que toca às raízes, estas têm um cheiro e paladar muito desagradáveis, quando frescas. Acreditava-se que se secassem perderiam as propriedades medicinais, pelo que se utilizavam o mais cedo possível, logo a seguir à colheita.
Relativamente às folhas, também se tinham de usar frescas, colhidas idealmente antes da época da floração, reputando-lhes uma acção cicatrizante. Também se lhes reputava um sabor bastante amargo.
Ao trevo-cervino são ainda reconhecidas propriedades aperitivas, colagogas, depurativas, tónicas, laxantes, expectorantes, febrífugas e eméticas.